# Formule 1 v roce 1993
Ve Formuli 1 v roce 1993 se opět uskutečnilo celkem 16 závodů Grand Prix. Mistrem světa se stal tentokrát již počtvrté Alain Prost s vozem Williams-Renault FW15C, Pohár konstruktérů obhájila stáj Williams.

## Jezdci a týmy
| Tým                         | Konstruktér           | Šasí       | Motor                             | Pneu | Startovní číslo | Jezdec               | Podniky | Testmani                                                                       |
| --------------------------- | --------------------- | ---------- | --------------------------------- | ---- | --------------- | -------------------- | ------- | ------------------------------------------------------------------------------ |
| Williams Renault            | Williams-Renault      | FW15C      | Renault RS5 3.5 V10               | G    | 0               | Damon Hill           | All     | Kenny Bräck David Coulthard                                                    |
| Williams Renault            | Williams-Renault      | FW15C      | Renault RS5 3.5 V10               | G    | 2               | Alain Prost          | All     | Kenny Bräck David Coulthard                                                    |
| Tyrrell Racing Organisation | Tyrrell-Yamaha        | 020C 021   | Yamaha OX10A 3.5 V10              | G    | 3               | Ukyo Katayama        | All     | n/a                                                                            |
| Tyrrell Racing Organisation | Tyrrell-Yamaha        | 020C 021   | Yamaha OX10A 3.5 V10              | G    | 4               | Andrea de Cesaris    | All     | n/a                                                                            |
| Camel Benetton Ford         | Benetton-Ford         | B193 B193B | Ford HBA7 3.5 V8 Ford HBA8 3.5 V8 | G    | 5               | Michael Schumacher   | All     | Paul Belmondo Perry McCarthy Allan McNish Andrea Montermini Alessandro Zanardi |
| Camel Benetton Ford         | Benetton-Ford         | B193 B193B | Ford HBA7 3.5 V8 Ford HBA8 3.5 V8 | G    | 6               | Riccardo Patrese     | All     | Paul Belmondo Perry McCarthy Allan McNish Andrea Montermini Alessandro Zanardi |
| Marlboro McLaren            | McLaren               | MP4/8      | Ford HBE7 3.5 V8                  | G    | 7               | Michael Andretti     | 1–13    | Mika Häkkinen                                                                  |
| Marlboro McLaren            | McLaren               | MP4/8      | Ford HBE7 3.5 V8                  | G    | 7               | Mika Häkkinen        | 14–16   | Mika Häkkinen                                                                  |
| Marlboro McLaren            | McLaren               | MP4/8      | Ford HBE7 3.5 V8                  | G    | 8               | Ayrton Senna         | All     | Mika Häkkinen                                                                  |
| Footwork Mugen Honda        | Footwork-Mugen-Honda  | FA13B FA14 | Mugen-Honda MF-351 HB 3.5 V10     | G    | 9               | Derek Warwick        | All     | Ukyo Katayama David Brabham                                                    |
| Footwork Mugen Honda        | Footwork-Mugen-Honda  | FA13B FA14 | Mugen-Honda MF-351 HB 3.5 V10     | G    | 10              | Aguri Suzuki         | All     | Ukyo Katayama David Brabham                                                    |
| Team Lotus                  | Lotus-Ford            | 107B       | Ford HBD6 3.5 V8                  | G    | 11              | Alessandro Zanardi   | 1–12    | n/a                                                                            |
| Team Lotus                  | Lotus-Ford            | 107B       | Ford HBD6 3.5 V8                  | G    | 11              | Pedro Lamy           | 13–16   | n/a                                                                            |
| Team Lotus                  | Lotus-Ford            | 107B       | Ford HBD6 3.5 V8                  | G    | 12              | Johnny Herbert       | All     | n/a                                                                            |
| Sasol Jordan                | Jordan-Hart           | 193        | Hart 1035 3.5 V10                 | G    | 14              | Rubens Barrichello   | All     | Emanuele Naspetti                                                              |
| Sasol Jordan                | Jordan-Hart           | 193        | Hart 1035 3.5 V10                 | G    | 15              | Ivan Capelli         | 1–2     | Emanuele Naspetti                                                              |
| Sasol Jordan                | Jordan-Hart           | 193        | Hart 1035 3.5 V10                 | G    | 15              | Thierry Boutsen      | 3–12    | Emanuele Naspetti                                                              |
| Sasol Jordan                | Jordan-Hart           | 193        | Hart 1035 3.5 V10                 | G    | 15              | Marco Apicella       | 13      | Emanuele Naspetti                                                              |
| Sasol Jordan                | Jordan-Hart           | 193        | Hart 1035 3.5 V10                 | G    | 15              | Emanuele Naspetti    | 14      | Emanuele Naspetti                                                              |
| Sasol Jordan                | Jordan-Hart           | 193        | Hart 1035 3.5 V10                 | G    | 15              | Eddie Irvine         | 15–16   | Emanuele Naspetti                                                              |
| Larrousse F1                | Larrousse-Lamborghini | LH93       | Lamborghini 3512 3.5 V12          | G    | 19              | Philippe Alliot      | 1–14    | n/a                                                                            |
| Larrousse F1                | Larrousse-Lamborghini | LH93       | Lamborghini 3512 3.5 V12          | G    | 19              | Toshio Suzuki        | 15–16   | n/a                                                                            |
| Larrousse F1                | Larrousse-Lamborghini | LH93       | Lamborghini 3512 3.5 V12          | G    | 20              | Érik Comas           | All     | n/a                                                                            |
| Lola BMS Scuderia Italia    | Lola-Ferrari          | T93/30     | Ferrari 040 3.5 V12               | G    | 21              | Michele Alboreto     | 1–14    | n/a                                                                            |
| Lola BMS Scuderia Italia    | Lola-Ferrari          | T93/30     | Ferrari 040 3.5 V12               | G    | 22              | Luca Badoer          | 1–14    | n/a                                                                            |
| Minardi Team                | Minardi-Ford          | M193       | Ford HBC6 3.5 V8                  | G    | 23              | Christian Fittipaldi | 1–14    | n/a                                                                            |
| Minardi Team                | Minardi-Ford          | M193       | Ford HBC6 3.5 V8                  | G    | 23              | Jean-Marc Gounon     | 15–16   | n/a                                                                            |
| Minardi Team                | Minardi-Ford          | M193       | Ford HBC6 3.5 V8                  | G    | 24              | Fabrizio Barbazza    | 1–8     | n/a                                                                            |
| Minardi Team                | Minardi-Ford          | M193       | Ford HBC6 3.5 V8                  | G    | 24              | Pierluigi Martini    | 9–16    | n/a                                                                            |
| Ligier Gitanes Blondes      | Ligier-Renault        | JS39       | Renault RS5 3.5 V10               | G    | 25              | Martin Brundle       | All     | Éric Bernard                                                                   |
| Ligier Gitanes Blondes      | Ligier-Renault        | JS39       | Renault RS5 3.5 V10               | G    | 26              | Mark Blundell        | All     | Éric Bernard                                                                   |
| Scuderia Ferrari            | Ferrari               | F93A       | Ferrari 041 3.5 V12               | G    | 27              | Jean Alesi           | All     | Nicola Larini Gianni Morbidelli                                                |
| Scuderia Ferrari            | Ferrari               | F93A       | Ferrari 041 3.5 V12               | G    | 28              | Gerhard Berger       | All     | Nicola Larini Gianni Morbidelli                                                |
| Sauber                      | Sauber                | C12        | Sauber 2175 3.5 V10               | G    | 29              | Karl Wendlinger      | All     | n/a                                                                            |
| Sauber                      | Sauber                | C12        | Sauber 2175 3.5 V10               | G    | 30              | J.J. Lehto           | All     | n/a                                                                            |

## Pravidla
- Boduje prvních šest jezdců podle klíče:
  - 1. 9 bodů
  - 2. 6 bodů
  - 3. 4 body
  - 4. 3 body
  - 5. 2 body
  - 6. 1 bod

## Velké ceny
| Datum               | Grand Prix                                  | Náhled | Akce               | Jezdec                 | Vůz                    | Stav MS      |
| ------------------- | ------------------------------------------- | ------ | ------------------ | ---------------------- | ---------------------- | ------------ |
| 1. GP 14. březen    | Jihoafrická republika Kyalami (Výsledky)    |        | Závod              | Alain Prost            | Williams-Renault FW15C | Alain Prost  |
| 1. GP 14. březen    | Jihoafrická republika Kyalami (Výsledky)    | Kolo   | Alain Prost        | Williams-Renault FW15C |                        | Alain Prost  |
| 1. GP 14. březen    | Jihoafrická republika Kyalami (Výsledky)    | Pole   | Alain Prost        | Williams-Renault FW15C |                        | Alain Prost  |
| 2. GP 28. březen    | Brazílie Interlagos (Výsledky)              |        | Závod              | Ayrton Senna           | McLaren-Ford MP4/8     | Ayrton Senna |
| 2. GP 28. březen    | Brazílie Interlagos (Výsledky)              | Kolo   | Michael Schumacher | Benetton-Ford B193     |                        | Ayrton Senna |
| 2. GP 28. březen    | Brazílie Interlagos (Výsledky)              | Pole   | Alain Prost        | Williams-Renault FW15C |                        | Ayrton Senna |
| 3. GP 11. duben     | Evropa Donington Park (Výsledky)            |        | Závod              | Ayrton Senna           | McLaren-Ford MP4/8     | Ayrton Senna |
| 3. GP 11. duben     | Evropa Donington Park (Výsledky)            | Kolo   | Ayrton Senna       | McLaren-Ford MP4/8     |                        | Ayrton Senna |
| 3. GP 11. duben     | Evropa Donington Park (Výsledky)            | Pole   | Alain Prost        | Williams-Renault FW15C |                        | Ayrton Senna |
| 4. GP 25. duben     | San Marino Imola (Výsledky)                 |        | Závod              | Alain Prost            | Williams-Renault FW15C | Ayrton Senna |
| 4. GP 25. duben     | San Marino Imola (Výsledky)                 | Kolo   | Alain Prost        | Williams-Renault FW15C |                        | Ayrton Senna |
| 4. GP 25. duben     | San Marino Imola (Výsledky)                 | Pole   | Alain Prost        | Williams-Renault FW15C |                        | Ayrton Senna |
| 5. GP 9. květen     | Španělsko Circuit de Catalunya (Výsledky)   |        | Závod              | Alain Prost            | Williams-Renault FW15C | Alain Prost  |
| 5. GP 9. květen     | Španělsko Circuit de Catalunya (Výsledky)   | Kolo   | Michael Schumacher | Benetton-Ford B193     |                        | Alain Prost  |
| 5. GP 9. květen     | Španělsko Circuit de Catalunya (Výsledky)   | Pole   | Alain Prost        | Williams-Renault FW15C |                        | Alain Prost  |
| 6. GP 23. květen    | Monako Circuit de Monaco (Výsledky)         |        | Závod              | Ayrton Senna           | McLaren-Ford MP4/8     | Ayrton Senna |
| 6. GP 23. květen    | Monako Circuit de Monaco (Výsledky)         | Kolo   | Alain Prost        | Williams-Renault FW15C |                        | Ayrton Senna |
| 6. GP 23. květen    | Monako Circuit de Monaco (Výsledky)         | Pole   | Alain Prost        | Williams-Renault FW15C |                        | Ayrton Senna |
| 7. GP 13. červen    | Kanada Circuit Gilles Villeneuve (Výsledky) |        | Závod              | Alain Prost            | Williams-Renault FW15C | Alain Prost  |
| 7. GP 13. červen    | Kanada Circuit Gilles Villeneuve (Výsledky) | Kolo   | Michael Schumacher | Benetton-Ford B193     |                        | Alain Prost  |
| 7. GP 13. červen    | Kanada Circuit Gilles Villeneuve (Výsledky) | Pole   | Alain Prost        | Williams-Renault FW15C |                        | Alain Prost  |
| 8. GP 4. červenec   | Francie Magny-Cours (Výsledky)              |        | Závod              | Alain Prost            | Williams-Renault FW15C | Alain Prost  |
| 8. GP 4. červenec   | Francie Magny-Cours (Výsledky)              | Kolo   | Michael Schumacher | Benetton-Ford B193     |                        | Alain Prost  |
| 8. GP 4. červenec   | Francie Magny-Cours (Výsledky)              | Pole   | Damon Hill         | Williams-Renault FW15C |                        | Alain Prost  |
| 9. GP 11. červenec  | Velká Británie Silverstone (Výsledky)       |        | Závod              | Alain Prost            | Williams-Renault FW15C | Alain Prost  |
| 9. GP 11. červenec  | Velká Británie Silverstone (Výsledky)       | Kolo   | Damon Hill         | Williams-Renault FW15C |                        | Alain Prost  |
| 9. GP 11. červenec  | Velká Británie Silverstone (Výsledky)       | Pole   | Alain Prost        | Williams-Renault FW15C |                        | Alain Prost  |
| 10. GP 25. červenec | Německo Hockenheimring (Výsledky)           |        | Závod              | Alain Prost            | Williams-Renault FW15C | Alain Prost  |
| 10. GP 25. červenec | Německo Hockenheimring (Výsledky)           | Kolo   | Michael Schumacher | Benetton-Ford B193     |                        | Alain Prost  |
| 10. GP 25. červenec | Německo Hockenheimring (Výsledky)           | Pole   | Alain Prost        | Williams-Renault FW15C |                        | Alain Prost  |
| 11. GP 15. srpen    | Maďarsko Hungaroring (Výsledky)             |        | Závod              | Damon Hill             | Williams-Renault FW15C | Alain Prost  |
| 11. GP 15. srpen    | Maďarsko Hungaroring (Výsledky)             | Kolo   | Alain Prost        | Williams-Renault FW15C |                        | Alain Prost  |
| 11. GP 15. srpen    | Maďarsko Hungaroring (Výsledky)             | Pole   | Alain Prost        | Williams-Renault FW15C |                        | Alain Prost  |
| 12. GP 29. srpen    | Belgie Spa-Francorchamps (Výsledky)         |        | Závod              | Damon Hill             | Williams-Renault FW15C | Alain Prost  |
| 12. GP 29. srpen    | Belgie Spa-Francorchamps (Výsledky)         | Kolo   | Alain Prost        | Williams-Renault FW15C |                        | Alain Prost  |
| 12. GP 29. srpen    | Belgie Spa-Francorchamps (Výsledky)         | Pole   | Alain Prost        | Williams-Renault FW15C |                        | Alain Prost  |
| 13. GP 12. září     | Itálie Monza (Výsledky)                     |        | Závod              | Damon Hill             | Williams-Renault FW15C | Alain Prost  |
| 13. GP 12. září     | Itálie Monza (Výsledky)                     | Kolo   | Damon Hill         | Williams-Renault FW15C |                        | Alain Prost  |
| 13. GP 12. září     | Itálie Monza (Výsledky)                     | Pole   | Alain Prost        | Williams-Renault FW15C |                        | Alain Prost  |
| 14. GP 26. září     | Portugalsko Estoril (Výsledky)              |        | Závod              | Michael Schumacher     | Benetton-Ford B193     | Alain Prost  |
| 14. GP 26. září     | Portugalsko Estoril (Výsledky)              | Kolo   | Damon Hill         | Williams-Renault FW15C |                        | Alain Prost  |
| 14. GP 26. září     | Portugalsko Estoril (Výsledky)              | Pole   | Damon Hill         | Williams-Renault FW15C |                        | Alain Prost  |
| 15. GP 24. říjen    | Japonsko Suzuka (Výsledky)                  |        | Závod              | Ayrton Senna           | McLaren-Ford MP4/8     | Alain Prost  |
| 15. GP 24. říjen    | Japonsko Suzuka (Výsledky)                  | Kolo   | Alain Prost        | Williams-Renault FW15C |                        | Alain Prost  |
| 15. GP 24. říjen    | Japonsko Suzuka (Výsledky)                  | Pole   | Alain Prost        | Williams-Renault FW15C |                        | Alain Prost  |
| 16. GP 7. listopad  | Austrálie Adelaide (Výsledky)               |        | Závod              | Ayrton Senna           | McLaren-Ford MP4/8     | Alain Prost  |
| 16. GP 7. listopad  | Austrálie Adelaide (Výsledky)               | Kolo   | Damon Hill         | Williams-Renault FW15C |                        | Alain Prost  |
| 16. GP 7. listopad  | Austrálie Adelaide (Výsledky)               | Pole   | Ayrton Senna       | McLaren-Ford MP4/8     |                        | Alain Prost  |